# The One (vídeo)
The One é um DVD de Michael Jackson que conta com um especial produzido pela Columbia Broadcasting System em janeiro de 2004. Lançado pela Epic Records, contém clipes das músicas "Smooth Criminal", "Billie Jean", "Black or White", "I Want You Back", "Workin' Day And Night", "Wanna Be Startin' Somethin'", "Another Part of Me", "One More Chance" e "You Rock My World".

## Certificações
| País           | Certificação | Vendas |
| -------------- | ------------ | ------ |
| Austrália      | Gold         | 7.500  |
| Espanha        | Gold         | 10.000 |
| Estados Unidos | Gold         | 50.000 |